# Jasenová
Jasenová je obec na Slovensku v okrese Dolný Kubín v Žilinském kraji, na Oravě. Žije v ní 434 obyvatel.

## Historie
První písemná zmínka o obci pochází z roku 1320. V obci je evangelický kostel z roku 1836.

## Přírodní poměry
Obec leží v nadmořské výšce 537 metrů a její katastrální území má výměru 11,936 km².
Obec se rozkládá mezi pohořími Oravská Magura na severu a Chočskými vrchy na jihu na soutoku několika potoků. Obcí vede silnice I/59 (E 77) mezi Dolným Kubínem (5 km severně) a Ružomberkem (11 km jižně).
Do katastrálního území obce zasahuje národní přírodní rezervace Choč a přírodní rezervace Kunovo.

## Osobnosti

### Rodáci
- Jozef Bencúr (1728–1784), evangelický kněz, spisovatel, pedagog a osvícenec
- Martin Bencúr (19. století), lékárník a mecenáš
- Martin Kukučín (1860–1928), prozaik, dramatik a publicista
- Ján Jamnický (1908–1972), slovenský herec, divadelní režisér a scenárista
- Milan Klen (1930–1998), regionální historik, publicista a výtvarník
- Ivan Branislav Zoch (1843–1921), slovenský polyhistor a fyzik
- Milan Remko, slovenský chemik
- Ján Vávra (1900–1969), elektrotechnický inženýr, vysokoškolský pedagog

### Působiště
- Koloman Huml (1866–1950), redaktor, publicista a pedagog
- Ján Beblavý (1898–1968), církevní spisovatel, vysokoškolský učitel a evangelický kněz
- Miloslav Krčméry (1860–1902), evangelický kněz, redaktor a hudební skladatel
- Štefan Krčméry, spisovatel a básník. Navštěvoval tu lidovou školu.